# Aufnennung
Aufnennung är den tyska termen för den nordiska vikingatidens och medeltidens normala namnskick att uppkalla ett barn efter farfadern, farfaderns broder, någon äldre farbror eller någon framstående person längre tillbaka i släkten. Seden innebar från början att man med hänsyn till lycka och personlighet önskade vederbörande äldre ättmedlem pånyttfödd i den nyfödde. 
Under folkvandrings- och vendeltiden var namnskicket allitteration i förbindelse med variation: Yngve - Yngvar - Yngjald o.s.v.